# 鎮軍將軍
鎮軍將軍，中國古代高級武官，歷代品秩多為三品或以上，為重號將軍的一種，與四鎮將軍等地位相仿，最早為東漢末年時劉備所設立，其後一直設立到隋代，隋煬帝大業三年（607年），廢除此官職。

## 歷代變革

### 三國

#### 蜀漢（221－263）
劉備首次設置鎮軍將軍的職位，在正史上該職位首次見於建安二十四年（219年）七月，劉備自立為漢中王時，作為上表漢獻帝中排行第二位的蜀漢重臣，擔任左將軍長史、領鎮軍將軍的許靖，而後在劉備稱王後，被升任為太傅，一路高升到司徒的位置。
- 蜀漢永昌順平侯趙雲：蜀漢名將，諸葛亮第一次北伐失敗後（228年），被貶為鎮軍將軍，隨後在任上過世。[2]
- 蜀漢鎮軍將軍王嗣：舉孝廉出身，官至鎮軍將軍，隨後在跟隨大將軍姜維北伐時，被流矢射中受傷，數個月後就過世了。[3]
- 蜀漢忠侯陳祗：蜀漢後期重臣，許靖之兄的外孫，官至蜀漢侍中、守尚書令，加鎮軍將軍。[4]
- 蜀漢關內侯宗預：蜀漢後期重臣，官至鎮軍大將軍，領兗州刺史，在蜀漢與東吳的外交上有著諸多貢獻。[5]

#### 曹魏（220－266）－第三品
曹魏黃初六年（225年），任命尚書令、潁鄉侯陳群為鎮軍大將軍、錄尚書事、假節、領中護軍，統率各軍隨魏文帝曹丕的車駕出行，隨後陳群一路平步青雲，成為魏明帝的輔政三大臣之一，爵封潁陰靖侯（縣侯），食邑一千八百戶，與五子良將中的右將軍樂進和左將軍于禁之食邑相仿。官至司空、錄尚書事、開府。
- 曹魏潁陰穆侯陳泰：曹魏重臣，司空陳群之子，甘露元年（256年），東吳孫峻派兵攻魏，原尚書右僕射，管選舉事，加侍中、光祿大夫陳泰被任命為鎮軍將軍、假節、都督淮北諸軍事，徐州監軍以下都受陳泰指揮。而後被任命為尚書左僕射、總署行臺，把食邑擴大到二千六百戶，與前將軍張遼相仿。死後被追贈司空。[7]

#### 孫吳（229－280）
孫吳也有鎮軍將軍的職位，正史中最早見於黃龍三年（231年），東吳大皇帝孫權任命他的次子建昌侯孫慮為鎮軍大將軍，假節開府，管治半州之地。
- 孫吳沙羨侯孫壹：東吳宗室，吳廢帝孫亮建興二年因平定諸葛融之功從鎮南將軍被升任為假節、鎮軍將軍。後被孫綝迫害下，率領妻兒及部曲千人投降曹魏，被任命為車騎將軍，儀同三司，爵封吳侯。[9]
- 孫吳江陵縣侯陸抗：東吳重臣、名將，為丞相陸遜的次子，吳景帝孫休永安二年（259年）從征北將軍被升任為鎮軍將軍，都督西陵，自關羽(地名)至白帝。隔年又被授予假節。隨後一路高升，官至東吳大司馬、假節、領荊州牧。為唐代武廟六十四將之一、宋代武廟七十二將之一[10]

### 晉代－第三品
與曹魏相同，將鎮軍將軍定為「第三品」，與四征四鎮等將軍、中書監、尚書令、司隸校尉等官職同品級。泰始五年（269年）六月，晉武帝司馬炎罷免了鎮軍將軍的職位，重新設置左右將軍官。但隔年十二月，又重新設置了鎮軍將軍的職位。

#### 西晉（266－316）
西晉最早記載鎮軍將軍一職的為西晉武帝的弟弟，齊獻王司馬攸，在咸寧二年（276年）八月，從鎮軍大將軍的職位上被升任為司空，後被任命為大司馬、督青州諸軍事返回封國，齊王本來因病要留在都城，卻被說是裝病而不回封國，抱病強行出發後在路上吐血而亡。
- 西晉臨晉侯楊駿：晉武帝武悼皇后楊芷之父，咸寧二年（276年），從鎮軍將軍遷任車騎將軍，被封為臨晉侯。隨後憑藉女兒的身分，一路高升為太尉、都督中外諸軍事、錄尚書事，和他的兩個弟弟衛將軍楊珧、征北將軍楊濟權傾朝野，時人因而有「三楊」之號。後再與賈南風的政治鬥爭下敗北，被夷三族。[14]
- 西晉琅邪武王司馬伷：咸寧五年（279年）十一月開始的晉滅吳之戰，身為鎮軍將軍的司馬伷率眾數萬攻佔塗中，又讓琅邪相劉弘等進軍逼近長江，震動孫吳，迫使東吳末帝孫皓派人送上璽綬請降，隨後因此大功升任大將軍、開府儀同三司、加侍中服飾、督青州諸軍事。[15][16]
- 西晉永平縣侯賈混：西晉重臣、魯武公、太尉賈充之弟。為人篤厚自守，曾任鎮軍將軍，領城門校尉。官至侍中，後死於任上，贈中軍大將軍、儀同三司。[17]

#### 東晉（317－420）
東晉最早正史上被任命為鎮軍將軍的應為汝南威王司馬祐，身為揚武將軍的司馬祐隨著晉室南渡，為「五馬渡江」其中一人，擔任軍諮祭酒一職。隨後很快在建武
初年（317-318年），被任命為鎮軍將軍。東晉明帝太寧年間，升任為衛將軍，加封散騎常侍。成帝咸和元年（326年）十月過世，被追贈侍中、特進。
- 東晉衞將軍王薈：東晉始興文獻公、丞相王導的幼子，官至鎮軍將軍，加散騎常侍，後在任上過世，朝廷贈其衛將軍。[19]
- 東晉尚書令王彪之：東晉穆帝昇平二年（358年）從尚書左僕射被改任為鎮軍將軍、會稽內史，加散騎常侍。東晉孝武帝太元二年十月逝世，被追贈光祿大夫，諡號為簡。[20]
- 東晉廢帝司馬奕：東晉的第七代皇帝，晉成帝之子、晉哀帝之弟[21]。東晉穆帝永和八年（352年），身為東海王的司馬奕被任命為散騎常侍，加鎮軍將軍。在其即位六年後（371年），權臣大司馬桓溫將其廢為東海王，以顯其威，隨後再貶為海西縣公，被廢後他便心灰意冷，深怕再遭禍端，便苟且偷生，沉迷於酒色之中。如此便因不足懼而逃掉追殺，成功活到淝水之戰後的太元十一年（386年），享年45歲。[22]

### 十六國

#### 成漢（303－347）
成漢建國以前，西晉惠帝永寧二年（302年），成漢景皇帝李特，在成都建立成漢政權，自稱為使持節、大都督、鎮北大將軍、益州牧，都督梁、益二州諸軍事。而他的次子李蕩則被任命為鎮軍將軍，但隔年他與其父都相後戰死。其子李班後來即位，是為成漢哀帝。

#### 漢趙（304－329）
西晉懷帝永嘉五年（311年），劉聰派呼延晏率大軍進攻洛陽，漢趙鎮軍將軍石勒領三萬騎兵到洛陽與大軍會合，攻陷洛陽，俘虜晉懷帝。戰後石勒將戰功歸於王彌和劉曜，於出屯許昌。

#### 後趙（319－351）
東晉成帝咸和五年（330年），後趙王石勒稱帝，是為後趙明帝，任命夔安為尚書、侍中、鎮軍將軍，隨後夔安在後趙官至尚書令後卒于任上。
- 後趙鎮軍大將軍張離：東晉明帝太寧元年（349年），後趙少帝石世即位，張豺為丞相專權，以張離為鎮軍大將軍、監中外諸軍事、司隸校尉，做為張豺的副手。

#### 前秦（350－394）
東晉哀帝興寧三年（365年），匈奴右賢王曹轂、左賢王劉衛辰一起舉兵反叛前秦，二人率領部眾兩萬人進攻杏城(今陝西省黄陵縣西南)以南的各郡縣，隨後率軍在馬蘭山駐紮。烏延等各部也一同舉兵反叛前秦，並且與劉衛辰、曹轂有所聯繫。於是前秦天王苻堅便率領朝廷内外的精銳部對前往討伐這些反叛之徒，並命當時作為前將軍的楊安與鎮軍將軍毛盛等擔任先鋒都督。曹轂遂派遣其弟曹活率軍在同官川迎戰，兩軍隨後相遇大戰，楊安大敗曹活，斬殺曹活及斬首其部眾四千餘級，曹轂因此大為恐懼，隨後便舉部眾投降前秦。
- 前秦武平武侯毛當：東晉孝武帝太元八年（383年），因前秦兵敗淝水，為了穩定國內局勢，因此天王苻堅任命驍騎將軍石越率領三千精銳士兵戍守鄴城，派驃騎將軍張蚝率領五千羽林軍戍衛并州，留下四千士兵配給鎮軍將軍毛當戍衛洛陽，但隨後幾個月後被慕容鳳率領丁零人的部隊擊敗而死。[26]
- 前秦忠武車騎大將軍徐嵩：在東晉孝武帝太元十年（385年）的圍困長安，苻堅將敗的時候，苻堅的下屬中壘將軍徐嵩、屯騎校尉胡空各自聚眾五千人，據險築堡以自固，並且接受後秦萬年秦王姚萇給予的官爵。到了當年八月苻堅被姚萇害死後，徐嵩等人以王禮葬堅于兩座堡壘之間。隨後各自率眾投降前秦高帝苻登。苻登於是任命徐嵩為鎮軍將軍、雍州刺史，空輔國將軍、京兆尹。[27]

#### 後秦（384－417）
東晉安帝義熙五年（409年），後秦文桓帝姚興派平北將軍姚沖及征虜將軍狄伯支率四萬騎兵攻打胡夏，但姚沖卻意圖謀反，並且殺了不肯支持他的狄伯支，姚興最終賜死姚沖。同年，姚興親自率軍攻打胡夏，至貮城後就派安遠將軍姚詳、輔國將軍斂曼嵬及鎮軍將軍彭白狼分督租運。

#### 北涼（397－439）
東晉安帝隆安五年（401年），北涼鎮軍將軍臧莫孩率領部下歸附北涼武宣王沮渠蒙遜，各地的羌胡大多起兵響應。沮渠蒙遜將他的軍隊駐紮在侯塢。

### 南北朝

#### 劉宋（420－479）－第三品
與晉代相同，將鎮軍將軍定為「第三品」，與四征四鎮等將軍、中書監、尚書令、龍驤將軍、光祿大夫等官職同品級。
《宋書》：「中軍將軍，一人。漢武帝以公孫敖為之，時為雜號。鎮軍將軍，一人。魏以陳群為之。撫軍將軍，一人。魏以司馬宣王為之。中、鎮、撫三號比四鎮。」
劉宋一朝，最早被任命為鎮軍將軍職位的應是：劉宋南昌縣公徐羨之，作為劉宋武帝劉裕的老下屬，也是劉宋的開國元勳，劉裕篡位建立劉宋王朝後，他被任命為鎮軍將軍，加散騎常侍、尚書僕射、丹陽尹，並被封爵南昌縣公，食邑兩千戶。並且做為劉宋少帝劉義符的顧命四大臣之一，官至劉宋司徒、錄尚書事、散騎常侍、揚州刺史，但應參與廢帝之事而被其擁立的新君劉宋文帝劉義隆以此事下令捕殺，後逃跑至一窯場上吊自盡。
- 劉宋霄城縣侯趙倫之：劉宋外戚，姐姐是宋武帝劉裕生母趙安宗。劉宋文帝元嘉三年（426年）正月，從護軍將軍的職位被升任為鎮軍將軍。後來官至左光祿大夫、領軍將軍，卒於任上。[32]
- 劉宋始興襄公沈慶之：劉宋重臣、名將，官至劉宋三公（太尉、侍中）。因輔佐劉宋孝武帝擊敗元兇劉邵，從領軍將軍，加散騎常侍，被提拔為使持節、督南兗豫徐兗四州諸軍事、鎮軍將軍、南兗州刺史。後死於侄子平洛縣五等侯沈攸之之手。[33]
- 劉宋東昌文穆侯劉延孫：劉宋重臣，官至劉宋侍中、尚書左僕射，領護軍將軍。劉宋孝武帝孝建二年（455年）八月從南兗州刺史，加散騎常侍轉任使持節、監雍梁南北秦四州郢州之竟陵隨二郡諸軍事、鎮軍將軍、寧蠻校尉、雍州刺史。[34]

#### 蕭齊（479－502）
蕭齊的官品在南齊書或唐代通典之中都未明確列出「鎮軍將軍」一職的確切官職品級，但仍可判斷出其在蕭齊朝廷上的位次順序以對比前朝的官品等級。其地位約莫是在四征將軍以上、衛將軍以下的重號等級將軍。
《南齊書·百官志》：「諸開府儀同三司。驃騎將軍。車騎將軍。衞將軍。鎮軍將軍。中軍將軍。撫軍將軍。四征將軍。〈東、西、南、北。〉四鎮將軍。凡諸將軍加「大」字，位從公。」